# Bahnhof München Flughafen
A Bahnhof München Flughafen egy repülőtéri vasútállomás Németországban, Münchenben, a repülőtér közelében. Az állomás az S-Bahn járatok számára épült, de 2018. decemberétől már regionális járatok is használják.

## Forgalom
| Járat | Útvonal | Gyakoriság    |
| ----- | --- | ------------- |
| RE    | Flughafenexpress: Flughafen München – Freising – Moosburg – Landshut – Ergoldsbach – Neufahrn (Niederbay) – Eggmühl – Hagelstadt – Köfering – Obertraubling – Regensburg | Óránként      |
| S1    | Flughafen München – Flughafen Besucherpark – Neufahrn – Eching – Lohhof – Unterschleißheim – Oberschleißheim – Feldmoching – Fasanerie – Moosach – Laim – Hirschgarten – Donnersbergerbrücke – Hackerbrücke – Hauptbahnhof – Karlsplatz (Stachus) – Marienplatz – Isartor – Rosenheimer Platz – Ostbahnhof | 20 percenként |
| S8    | Herrsching – Seefeld-Hechendorf – Steinebach – Weßling – Neugilching – Gilching-Argelsried – Geisenbrunn – Germering-Unterpfaffenhofen – Harthaus – Freiham – Neuaubing – Westkreuz – Pasing – Laim – Hirschgarten – Donnersbergerbrücke – Bahnhof Hackerbrücke – Hauptbahnhof – Karlsplatz (Stachus) – Marienplatz – Isartor – Rosenheimer Platz – Ostbahnhof – Leuchtenbergring – Daglfing – Englschalking – Johanneskirchen – Unterföhring – Ismaning – Hallbergmoos – Flughafen Besucherpark – Müncheni repülőtér | 20 percenként |

## Vasútvonalak
Az állomást az alábbi vasútvonalak érintik:
- München Ost–Müncheni repülőtér-vasútvonal

## Kapcsolódó állomások
A vasútállomáshoz az alábbi állomások vannak a legközelebb:
- S-Bahnhof Flughafen Besucherpark (München Leuchtenbergring állomás, Herrsching station, S1, S8)

## Képek

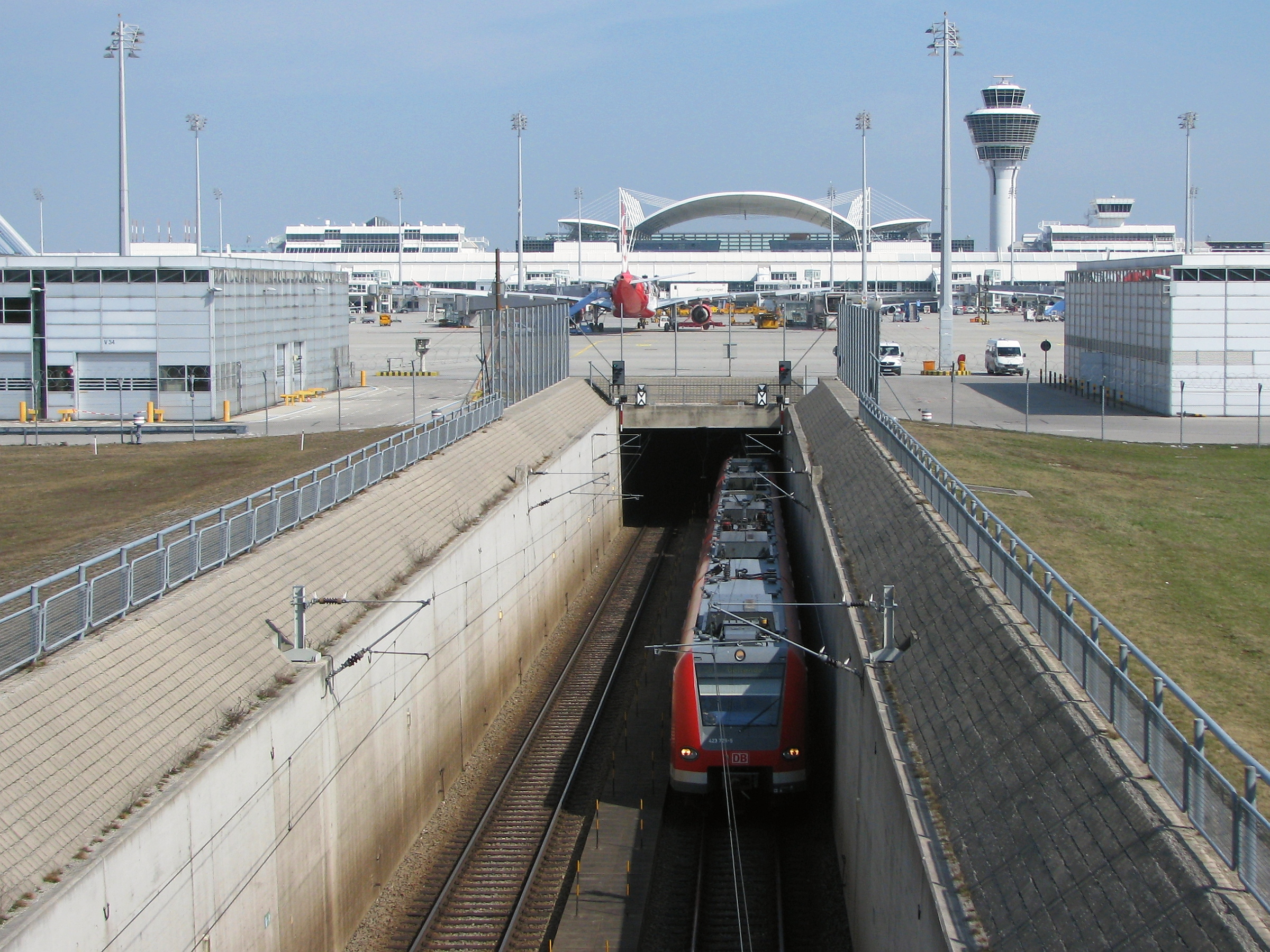
Vonat érkezik az állomásra a reptér kifutópályái alatt
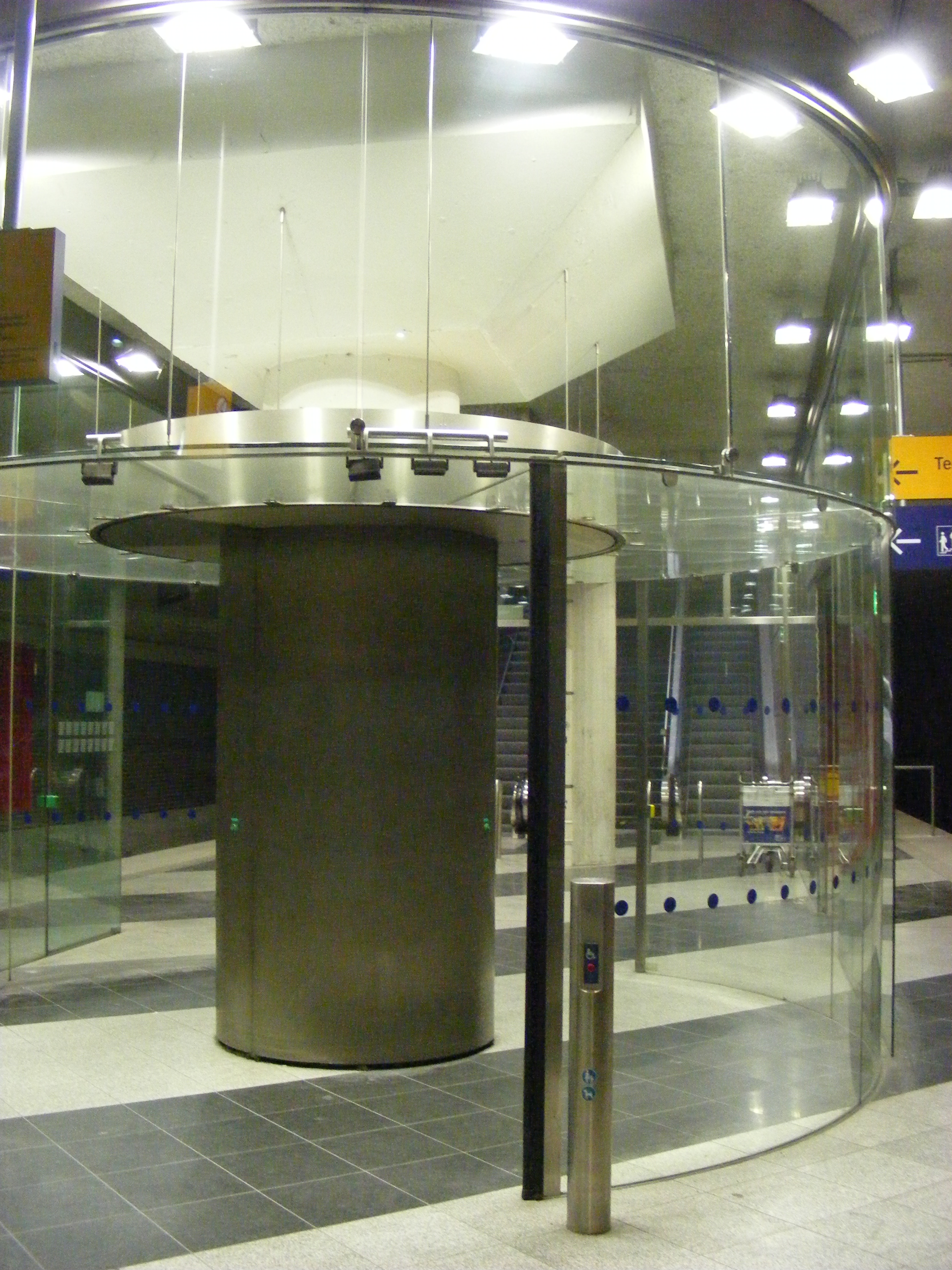
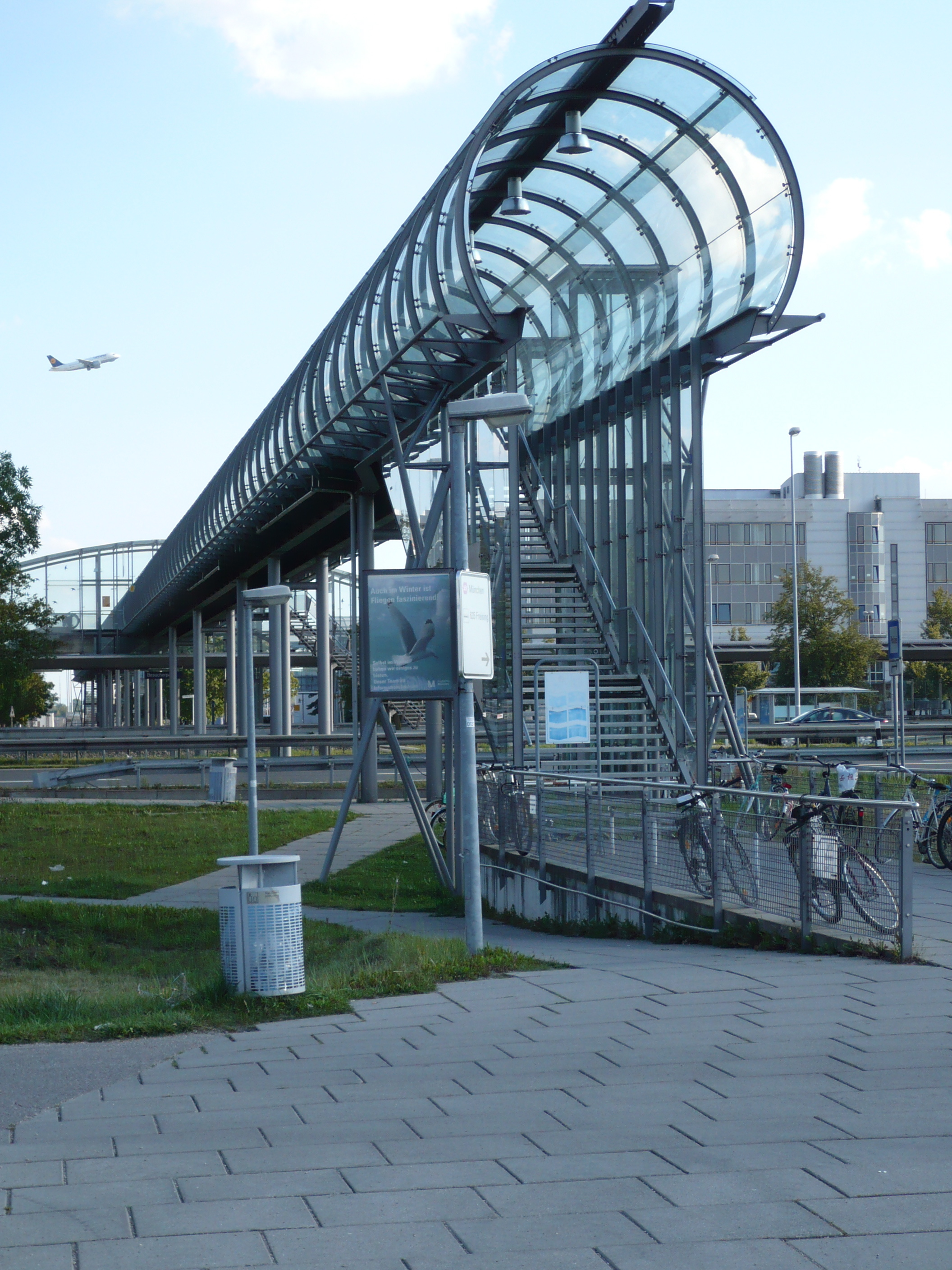
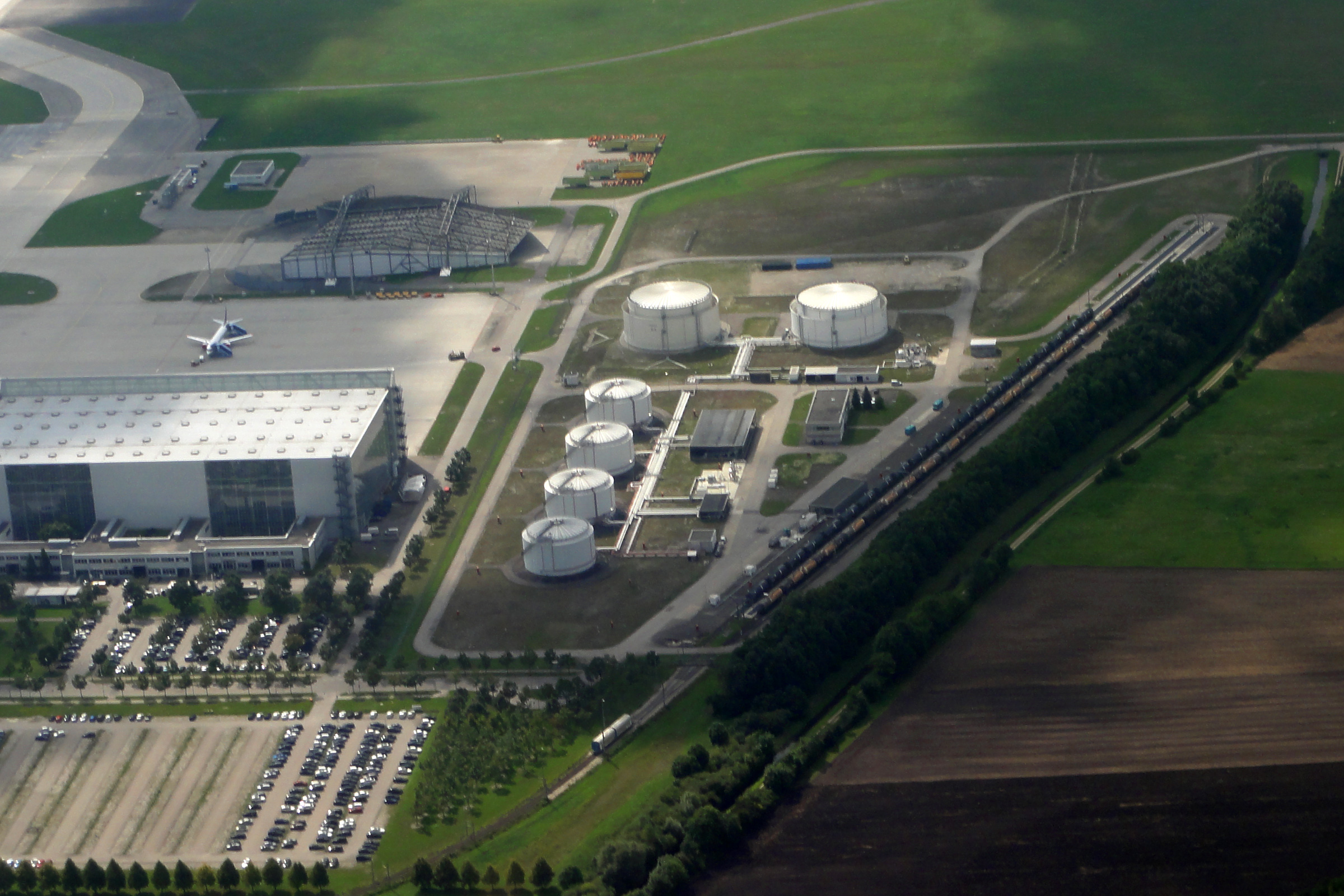
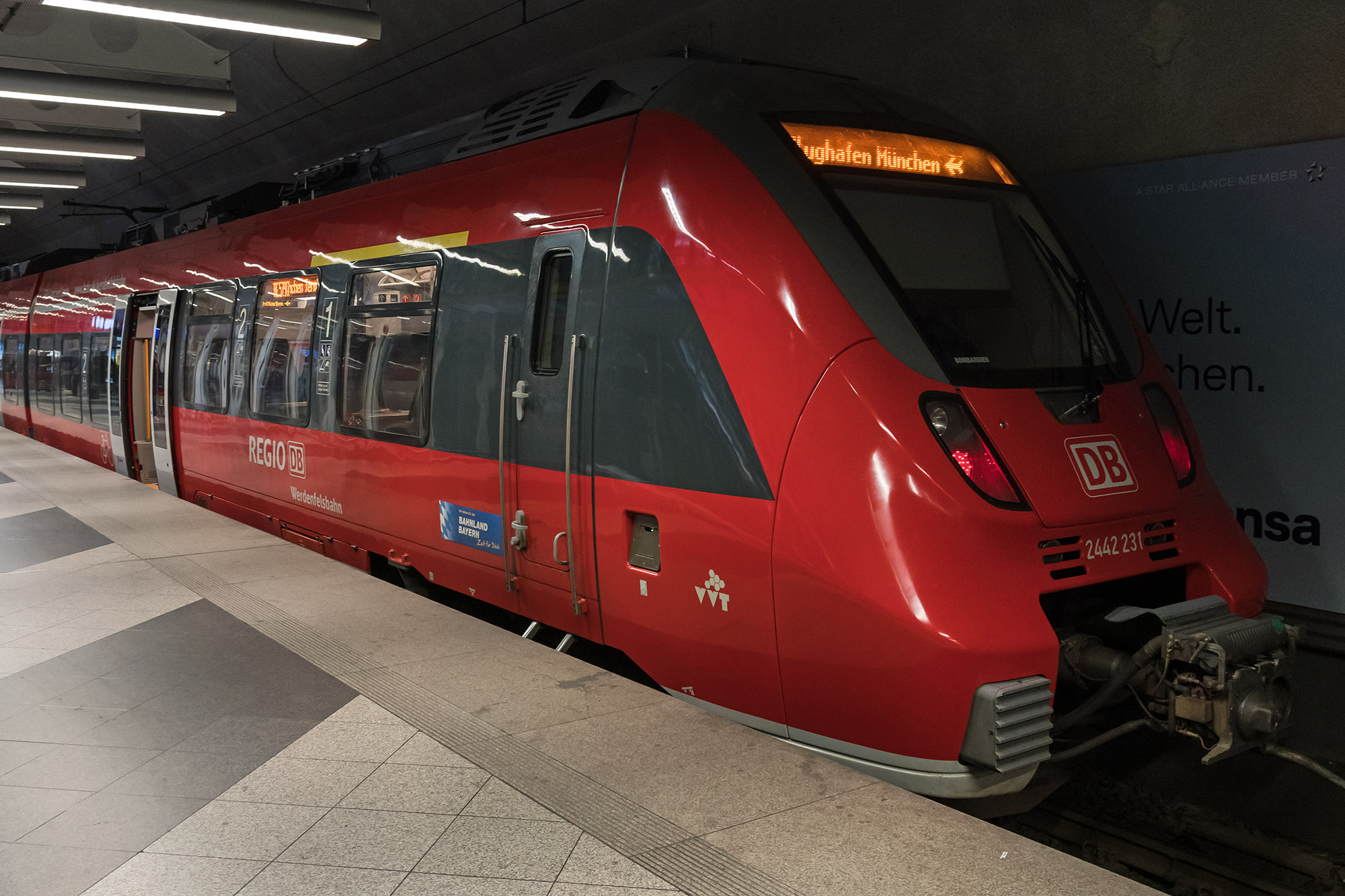
A Flughafenexpress az állomáson